# 日本珊瑚树
日本珊瑚树（学名：Viburnum odoratissimum var. awabuki）为忍冬科荚蒾属下的一个变种。